# Real San Jose
Real San Jose é um time americano de futebol baseado em San Jose, Califórnia, Estados Unidos. Fundada em 2007, a equipe compete na United Premier Soccer League (UPSL). 
A equipe joga seus jogos em casa no PAL Stadium, para onde se mudou em 2016. As cores da equipe são vermelho, branco e preto.

## História
O RSJ foi fundado em 2007 como membro do NPSL . 
Em 2013, o NPSL ganhou um prêmio em memória de Alexander Arellano. Alex, filho do meio do dono do Real San Jose, Nick Arellano, morreu em 2012 aos 25 anos. O prêmio vai para o melhor treinador do NPSL do ano. Desde que o Real San Jose se mudou para o UPSL, o prêmio agora é concedido ao "Melhor Companheiro de RSJ" do ano. 
Depois de dez anos competindo no NPSL, o clube se mudou para a UPSL em 2017. 